# Oxytropis meinshausenii
Oxytropis meinshausenii är en ärtväxtart som beskrevs av Alexander Gustav von Schrenk. Oxytropis meinshausenii ingår i släktet klovedlar, och familjen ärtväxter. Inga underarter finns listade i Catalogue of Life.